# Abstrusomyzus phloxae
Abstrusomyzus phloxae är en insektsart som först beskrevs av Scott D. Sampson 1939.  Abstrusomyzus phloxae ingår i släktet Abstrusomyzus och familjen långrörsbladlöss. Inga underarter finns listade i Catalogue of Life.